# میلک ریور (آلبرتا)
میلک ریور (به انگلیسی: Milk River) یک منطقهٔ مسکونی در کانادا است که در آلبرتا واقع شده‌است. میلک ریور ۸۲۷ نفر جمعیت دارد و ۱٬۰۵۹ متر بالاتر از سطح دریا واقع شده‌است.